# Aluminiumsulfat
Aluminiumsulfat, Al2(SO4)3 är en vanlig industrikemikalie som kemiskt sett liknar alun. Den används vid rening av såväl avloppsvatten som dricksvatten men är giftigt i för höga halter.

## Framställning
Aluminiumsulfat produceras genom reaktion mellan aluminiumhydroxid och svavelsyra.
{\displaystyle {\rm {2\ Al(OH)_{3}+3\ H_{2}SO_{4}+10\ H_{2}O\rightarrow Al_{2}(SO_{4})_{3}\cdot 16\ H_{2}O}}}

## Användningsområden
- Koagulant vid vattenrening
- Blekning av textil
- Sänkning av pH-värdet i jordar eftersom aluminiumsulfat i vattenlösning till viss del kan sönderdelas till aluminiumhydroxid
- Livsmedelstillsats för antioxidation och klumpförebyggande, E-nummer 520
- Vid papperstillverkning tillsammans med hartslim. Ämnena bildar tillsammans ett aluminiumresinat som är hydrofobiskt och bromsar vattenupptagning i det färdiga papperet.

## Trivialnamn[1]
- Aluminium sulfuricum
- Svavelsyrad lerjord

## Källa
1. ↑  Hugo W Larsson: Handbok i galvanisering, oxidering och metallfärgning, Björk & Börjesson, Stockholm 1962